# ジェンセン・FF
ジェンセン・FF（Jensen FF ）は、過去イギリスの自動車製造者として存在したジェンセン・モーターズが1966年から1971年まで製造販売していた常時四輪駆動のグランドツーリングカーである。

## 概要
同時開発のインターセプターが後輪駆動を採用しているのに対し、イギリス・ファーガソン研究所（Ferguson Research）が開発した常時四輪駆動（フルタイム4WD）システム「ファーガソン・フォーミュラ（"Ferguson Formula"）」とダンロップ製の航空機用アンチロック・ブレーキ・システム 「マクサレット（"Maxaret"）」を組み込んでいる。車名の FF は Ferguson Formula の頭文字である。
「ファーガソン・フォーミュラ」は前後の軸へ駆動力配分するトランスファーに遊星ギア式ディファレンシャル（デフ）を用い、旋回時の前輪と後輪の旋回半径差に起因するアクスル回転数差を調整する「センターデフ」システムであり、前後トルク配分率は37:63としている。また前後軸回転数差を加速時は前輪は後輪に対し+16.5%、後輪は前輪に対し+5.5%、減速時はそれぞれ-16.5%、-5.5%を限度に、それを超えるとワンウェイクラッチにより自動でデフロックする機構が内蔵されている。ジェンセン・FFではこのシステムをトランスミッション後端に直結配置し、ここから前後のデフへプロペラシャフトで連接されている。また、フロントアクスルをインターセプターよりも102 mm（4インチ）前方に設定し、中央のフロントデフはエンジン直前に配置している。このためダッシュパネル前方がインターセプターよりも長く、フロントフェンダーパネル後端の2列あるルーバーは同様のもの1列のインターセプターとの外見上の差異となっている。
「マクサレット」を組み込んだブレーキは67年型以前はダンロップ製、68年型以降はガーリング製の4輪ディスクである。
安定した走行性能の確保を目的として四輪駆動を採り入れた世界初の量産車であったが、姉妹車のインターセプターを約30%上回る高価格と、右ハンドル専用設計によりアメリカ市場へ投入できなかったこと、さらにはオイルショックの影響により、生産台数はわずか320台に留まった。そのため、アウディ・クワトロに14年先んじたにもかかわらず、その先進性はのちの自動車開発に影響を与えるには至らなかった。
なお同車を設計したデレック・ガードナーは、後にF1の四輪駆動車であるマトラ・MS84の設計にも携わっている